# Jaime Peters
Jaime Peters (né le 4 mai 1987 à Pickering) est un footballeur canadien qui joue actuellement comme défenseur pour Ipswich Town dans le championnat anglais de football.